# Station Hoeselt
Station Hoeselt is een voormalig spoorwegstation langs spoorlijn 34 (Hasselt - Luik-Guillemins) in de gemeente Hoeselt. Het station werd gesloten omdat er te weinig reizigers opstapten. De gemeente Hoeselt is vragende partij voor een heropening van deze stopplaats.

## Aantal instappende reizigers
De grafiek en tabel geven het gemiddeld aantal instappende reizigers weer op een week-, zater- en zondag.
| Tabel: aantal instappende reizigers station Hoeselt | Tabel: aantal instappende reizigers station Hoeselt | Tabel: aantal instappende reizigers station Hoeselt | Tabel: aantal instappende reizigers station Hoeselt |
|                                                     | Weekdag                                             | Zaterdag                                            | Zondag                                              |
| --------------------------------------------------- | --------------------------------------------------- | --------------------------------------------------- | --------------------------------------------------- |
| 1977                                                | 71                                                  | 4                                                   | 9                                                   |
| 1978                                                | 59                                                  | 6                                                   | 8                                                   |
| 1979                                                | 47                                                  | 7                                                   | 8                                                   |
| 1980                                                | 54                                                  | 5                                                   | 10                                                  |
| 1981                                                | 44                                                  | 9                                                   | 29                                                  |
| 1982                                                | 62                                                  | 12                                                  | 8                                                   |
| 1983                                                | 42                                                  | 9                                                   | 43                                                  |

0,0: Hasselt ·
3,7: Godsheide ·
7,2: Diepenbeek ·
15,0: Beverst ·
17,2: Bilzen ·
19,3: Hoeselt ·
22,1: Alt-Hoeselt ·
24,4: 's Herenelderen ·
27,7: Tongeren ·
31,5: Nerem ·
32,0: Vreren-Nerem ·
33,1: Glaaien ·
37,7: Villers-Juprelle ·
40,3: Liers ·
42,9: Milmort ·
43,9: Milmort-Charbonnage ·
45,4: La Préalle ·
46,2: Rue Charlemagne ·
48,0: Herstal ·
49,4: Jolivet ·
50,6: Luik-Vivegnis ·
51,6: Luik-Sint-Lambertus ·
53,0: Luik-Carré ·
54,8: Luik-Guillemins